# 原紗友里
原 紗友里（はら さゆり、1988年11月5日 - ）は、日本の女性声優。81プロデュース所属。東京都出身。

## 経歴
声優になったきっかけは、元々芝居が好きであり、「声だけのお芝居というのも面白そう！」と思ったのが最初だと語る。第2回81オーディションに参加し、優秀賞を受賞。2009年10月より81プロデュースに所属する。テレビアニメのデビュー作は『ドルアーガの塔 〜the Sword of URUK〜』のスペキュラ・エクス・マキナ役。
2010年7月30日に同じ事務所に所属している阿澄佳奈と片岡あづさ（現・榎あづさ、現在は81を退所）共に声優ユニット「LISP」を結成、くじ引きで愛称はさゆさゆと決定する。LISPで主題歌とメインヒロインを担当したテレビアニメ『プリティーリズム・オーロラドリーム』の天宮りずむ役は、初めてのレギュラー作品であり、「一緒に成長できた」として印象に残った役に挙げている。1周年となる2011年7月31日でLISP活動休止。
その後、『アイドルマスター シンデレラガールズ』の本田未央役に抜擢。関連ラジオでは愛称をつけることが恒例となっていたが、原はあだ名をつけるくだりが苦手だったため当初は何もなかった。原本人に記憶はないが「私みたいな高尚な存在に軽々しくあだ名なんて」「神のような存在」と自称したことから、青木瑠璃子が「仏」「菩薩」「メシア」と案を出し、「メシア」と呼んでもいいと原がラジオで宣言すると、ユーザーから「飯屋？」とコメントがあり愛称が飯屋で定着する。
2016年9月26日から2020年1月26日まで 、原の友人であるケンユウオフィス所属（2019年よりパワー・ライズ預かり所属）の小林志保と共に自主制作ラジオ『原紗友里・小林志保の演喋－エンシャベ！－』を配信していた。
2023年12月28日、自身のXにて一般男性との結婚を報告。

## 人物
声種はメゾソプラノ。
趣味・特技は映画鑑賞。座右の銘は十人十色。
好きな食べ物は醤油味のおかず。嫌いな食べ物は銀杏、パクチー。好きな菓子は醤油味のおせんべいとのりしお味のポテトチップスを挙げている。
好きなテレビ番組は『笑点』と『ダーウィンが来た!生き物新伝説』。好きなゲームは『ザ・ファミレス』。好きな音楽はI WiSHの『明日への扉』を挙げている。
元気な役を得意とする。オートマチック限定免許、英検2級を持っている。

## 出演
太字はメインキャラクター。

### テレビアニメ
2009年
- ささめきこと（女子A、大蔵、古鷹加子、女子生徒、店員、女の子）
- ドルアーガの塔 〜the Sword of URUK〜（スペキュラ・エクス・マキナ）

2010年
- 会長はメイド様!（水着女子B、女の子A）
- 極上!!めちゃモテ委員長（美少女）
- 這いよる! ニャルアニ リメンバー・マイ・ラブ（クラフト先生）（ニャル恵、コンビニの客）

2011年
- 君と僕。（2011年 - 2012年、間宮杏子） - 2シリーズ
- クロスファイト ビーダマン（ビーダーB）
- バクマン。（2011年 - 2013年、女子生徒、生徒B、デフォルメ女子B、アシスタント、女子生徒2） - 3シリーズ
- はなかっぱ（やまのふじ母ちゃん、ナレーション）
- プリティーリズム・オーロラドリーム（天宮りずむ）
- まじっく快斗（女の子、女子、女性、報道陣 他）
- ラストエグザイル-銀翼のファム-（プリームラ、ヨハン〈幼少期〉、ソルーシュ〈14歳〉、ナビ君）

2012年
- えびてん 公立海老栖川高校天悶部（女子1）
- この中に1人、妹がいる!（後輩女子、女子生徒）
- 咲-Saki- 阿知賀編 episode of side-A（森合愛美）
- 好きっていいなよ。（女子生徒）
- SKET DANCE（ノリちゃん）
- 戦国コレクション（“斬神”塚原卜伝）
- 探検ドリランド（ハーウィー）
- TARI TARI（女生徒）
- つり球
- ぴっちぴち♪しずくちゃん（ミクちゃん）
- プリティーリズム・ディアマイフューチャー（天宮りずむ）
- めだかボックス（女子柔道部員A）
- ヨルムンガンド（モーリス） - 2シリーズ
- リボンちゃん（リボンちゃん）

2013年
- 蒼き鋼のアルペジオ -アルス・ノヴァ-（刑部蒔絵）
- 惡の華（三宅麻友）
- アドリブアニメ研究所（おにえ）
- おじゃる丸（ぶた子）
- 神さまのいない日曜日（ヴォルラス・ファーレン、セリカ・ヘクマティカ、スフィア、死者、生徒）
- たまごっち! みらくるフレンズ（お客）
- プリティーリズム・レインボーライブ（内田リナ、ポップン、フェミニ）
- ポケットモンスター ベストウイッシュ シーズン2 エピソードN（生徒たち）
- ラブライブ!（ミカ）

2014年
- いなり、こんこん、恋いろは。（コン）
- 異能バトルは日常系のなかで（リーティア）
- 団地ともお（隣の女の子）
- ハマトラ（笹沼）
- ヒーローバンク（秋内ハナ）

2015年
- アイカツ!（城沢トモヨ）
- アイドルマスター シンデレラガールズ（本田未央） - 2シリーズ
- ポケットモンスター XY&Z（モミジ、リリア）
- 名探偵コナン（アナウンス）

2016年
- この素晴らしい世界に祝福を!（2016年 - 2024年、ルナ、女ブリースト） - 3シリーズ
- 12歳。〜ちっちゃなムネのトキメキ〜（浜名心愛） - 2シリーズ
- ジョジョの奇妙な冒険 ダイヤモンドは砕けない（杉本鈴美）
- マギ シンドバッドの冒険（侍女）

2017年
- AKIBA'S TRIP -THE ANIMATION-（祝日土働）
- アイドルマスター シンデレラガールズ劇場（2017年 - 2019年、本田未央） - 4シリーズ
- 異世界はスマートフォンとともに。（2017年 - 2023年、ミカ） - 2シリーズ
- THE REFLECTION（オフィスレディ、ベータ、ウェンディ）

2018年
- ゆるキャン△（2018年 - 2024年、大垣千明） - 3シリーズ
- キャプテン翼（第4作）（2018年 - 2024年、中沢早苗） - 2シリーズ
- レイトン ミステリー探偵社 〜カトリーのナゾトキファイル〜（2018年 - 2019年、マロン・フレメンス）
- ガイコツ書店員 本田さん（ササ美）

2019年
- KING OF PRISM -Shiny Seven Stars-（一条シン〈幼少時〉）
- うちの娘の為ならば、俺はもしかしたら魔王も倒せるかもしれない。（クラリッサ）

2020年
- へやキャン△（大垣千明）
- プリンセスコネクト！Re:Dive（ヨリ）

2021年
- 不滅のあなたへ（ペンナ）

2022年
- ふしぎ駄菓子屋 銭天堂（五反田麻美）

2023年
- デッドマウント・デスプレイ（四乃山涼火）
- この素晴らしい世界に爆焔を!（受付嬢）
- アイドルマスター シンデレラガールズ U149（本田未央）
- め組の大吾 救国のオレンジ（2023年 - 2024年、鶴野マコ）

2025年
- サイレント・ウィッチ 沈黙の魔女の隠しごと（アガサ）

### 劇場アニメ
2010年代
- 劇場版ポケットモンスター ダイヤモンド&パール 幻影の覇者 ゾロアーク（2010年、レディバ）
- 伏 鉄砲娘の捕物帳（2012年）
- はなかっぱ 花さけ!パッカ〜ん♪ 蝶の国の大冒険（2013年、やまのふじ母ちゃん）
- 聖☆おにいさん（2013年、女子高生B）
- 劇場版 プリティーリズム・オールスターセレクション プリズムショー☆ベストテン（2014年、天宮りずむ）
- 劇場版 蒼き鋼のアルペジオ -アルス・ノヴァ- DC / Cadenza（2015年、刑部蒔絵） - 2作品
- ラブライブ!The School Idol Movie（2015年、ミカ）
- 劇場版 プリパラ&キラッとプリ☆チャン 〜きらきらメモリアルライブ〜（2018年、天宮りずむ）
- 映画 この素晴らしい世界に祝福を!紅伝説（2019年、ルナ）

2020年代
- 映画 ゆるキャン△（2022年、大垣千明）

### OVA
- オレ様キングダム（2010年、女の子A） - 『ちゃお』2011年2月号付録
- 姫ギャル♥パラダイス（2010年、ミルク） - 『ちゃお』2012年2月号付録
- 乙女はお姉さまに恋してる 2人のエルダー THE ANIMATION（2012年、度曾史[44]）
- マジカル☆スター かのん100%（2013年、女の子）
- いなり、こんこん、恋いろは。（2014年、コン） - コミックス第8巻BD付き限定版
- 12歳。（2014年、浜名心愛） - 『ちゃお』2014年5月号付録[45]
- マギ シンドバッドの冒険（2014年、侍女） - コミックス第4巻OVA付き特別版
- この素晴らしい世界に祝福を!2（2017年、ルナ） - 小説第12巻オリジナルアニメブルーレイ付き同梱版

### Webアニメ
- 今日のあすかショー（2012年、野球少年、太めの女性、細い女性、ミカ、ギャル、ボブビキニ、ロングビキニ）
- 名探偵コナン 逃亡者・毛利小五郎（2014年、アナウンス）
- アイドルマスター シンデレラガールズ劇場 火曜シンデレラシアター / Extra Stage（2017年 - 2021年、本田未央[31]） - 2シリーズ
- ベイブレードバースト スパーキング（2020年 - 2021年、ライカ、ブレーダー、ハリー）
- CINDERELLA GIRLS 10th Anniversary Celebration Animation ETERNITY MEMORIES（2022年、本田未央）

### ゲーム
2009年
- ボーダーブレイク（インテリタイプ「アスカ」）

2011年
- プリティーリズム（天宮りずむ）
- トリックスター（コニレーヌ）

2012年
- アイドルマスターシリーズ（2012年 - 2025年、本田未央） - 14作品
- 王と魔王と7人の姫君たち 〜新・王様物語〜（サミーラ）
- ガールフレンド（仮）（2012年 - 2023年、南田七星）
- ラブ☆トレ 〜Mint〜（小鳥遊乙葉）

2013年
- アンジュ・ヴィエルジュ 〜第2風紀委員 ガールズバトル〜（フローリア）

2014年
- アルノサージュ〜生まれいずる星へ祈る詩〜（プリム）
- グリモア〜私立グリモワール魔法学園〜（冬樹ノエル）
- 12歳。シリーズ（2014年 - 2017年、浜名心愛、ココナ） - 3作品
- ヒーローバンク2（秋内ハナ）
- ぷよぷよ!!クエスト（2014年 - 2019年、チコ、ティルラ）
- 巫女の社（新野結唯）

2015年
- ウチの姫さまがいちばんカワイイ（雪鳥姫 アデリーナ・ブルー）
- グランブルーファンタジー（2015年 - 2021年、本田未央、3本角の生物）
- クロスアンジュ 天使と竜の輪舞 tr.（ナオミ）
- ザクセスヘブン リベリオン（紅鳶）
- しんぐんデストロ〜イ!（ナオミ）
- 神撃のバハムート（ケリドウェン、タリエ、アナザーミスタルシア・レイナ）
- プリンセスコネクト!（風宮より、本田未央）
- ブレイブソード×ブレイズソウル（獣王ベヒモス、ホーリーナイト、魔煉サンタクロス）

2016年
- エンドライド-X fragments-（シアン）
- クイズRPG 魔法使いと黒猫のウィズ（リティカ・パス、グリフ）
- Shadowverse（2016年 - 2021年、アークエンジェル・レイナ、アドバンスブレーダー、ケリドウェン、本田未央 他）
- 政剣マニフェスティア（リューナ・ゼヨ・サカモト）
- セブンズストーリー（ファティア）
- 戦国アスカZERO（上泉信綱、立花誾千代、平賀源内、鐘捲自斎）
- ドラゴンジェネシス -聖戦の絆-（ヴィーナス）
- トリックスター〜召喚士になりたい〜（コニレーヌ）

2017年
- アンジュ・ヴィエルジュ〜ガールズバトル〜（フローリア）
- 新星抜擢 ドライブガールズ（ナビ子）
- 戦国アスカZERO（武蔵坊弁慶）
- 政剣マニフェスティア（ジェルソミーナ・シナガワ）
- 編隊少女 -フォーメーションガールズ-（岩本明菜）

2018年
- プリンセスコネクト！Re:Dive（2018年 - 2024年、ヨリ / 風宮より、ミオ / 本田未央）
- きららファンタジア（大垣千明）
- BORDER BREAK（2018年 - 2019年、フリーデ・アイヒマン、ミナト、アスカ）

2019年
- ネルケと伝説の錬金術士たち 〜新たな大地のアトリエ〜（イリス・フォルトナー）
- ドラガリアロスト（ヤチヨ）
- アズールレーン（Z36）
- ステラービース（アジュラ）
- アンジュ・ヴィエルジュ〜ガールズバトル〜（レイナ・メサ）
- 八月のシンデレラナイン（大垣千明）

2020年
- ラストオリジン（ブラウニー、城壁のハチコ）
- キャプテン翼 RISE OF NEW CHAMPIONS（中沢早苗）
- この素晴らしい世界に祝福を! 〜この欲望の衣装に寵愛を!〜（ルナ）

2021年
- ゆるキャン△ VIRTUAL CAMP（大垣千明）
- テイルズ オブ アライズ（2021年 - 2023年、リンウェル）
- ゆるキャン△ Have a nice day!（大垣千明）
- テイルズ オブ ザ レイズ（リンウェル）

2022年
- プリコネ！グランドマスターズ（ヨリ）
- ジョジョの奇妙な冒険 オールスターバトルR（杉本鈴美）
- ゆるキャン△ つなげるみんなのオールインワン！！（大垣千明）

2023年
- キュービックスターズ（識）

2024年
- ゼンレスゾーンゼロ（猫宮又奈＜猫又＞）

### ドラマCD
2009年
- ミスター・ロマンチストの恋（女子高生B）

2011年
- 八月七日を探して（女子A、子供の恭一）

2013年
- アイドルマスター シンデレラガールズ コミックアンソロジー（本田未央）
- スターマイン（星野鈴）※コミックス4巻ドラマCD付き特装版
- ハルモニアの気がかり（マユ）

2014年
- アイドルマスター シンデレラガールズ シリーズ（本田未央）
- スターマイン（星野鈴）※コミックス5巻ドラマCD付き特装版

2016年
- TVアニメ「この素晴らしい世界に祝福を!」サントラ&ドラマCD Vol.1「旅立つ我らに祝福を!」（ルナ）

2017年
- TVアニメ『この素晴らしい世界に祝福を！2』サントラ＆ドラマCD Vol.3「受難の日々に福音を！」（ルナ）

### オーディオブック
- 「桐島、部活やめるってよ」（宮部実果[112]）
- 「デルトラ・クエスト 1～4巻」（ジャスミン[113]）
- 「星へ行く船シリーズ1星へ行く船」（森村あゆみ[114]）
- 「なぞなぞだいすき1年生」（ナレーター[115]）
- 「クズと天使の二周目生活 1～2巻」（エリィ[116][117]）
- 「ウズタマ」（紫織[118]）
- 「脱兎リベンジ」（兎毛成結奈[119]）
- 「夢探偵フロイト -マッド・モラン連続死事件-」[120]
- 「俺の立ち位置はココじゃない!」（新田玲奈 ほか[121]）

### デジタルコミック
- BeeTV『コスプレ☆アニマル』（辻舞子、小中しおり）[46]
- BS11「月刊コミックTV」コミドラ『てんかぶ!』（明智光秀、濃姫）[46]
- BS11「真・週刊コミックTV+」コミドラ『Oz-オズ-』（夏）
- VOMIC『めだかボックス』（女子生徒A[46]）

### 吹き替え
ドラマ
- アンダー・ザ・ドーム（少年）
- となりの美男（ユン・ソヨン〈キム・ユネ〉）

アニメ
- きかんしゃトーマス（アリス）

### ラジオ
※はインターネット配信。
- 原紗友里の超!A&Gミュージック+TV（2009年 - 2010年、超!A&G+※）
- 東京国際アニメフェア2010 TAF☆TAHのLET'S TOUGH 生中継スペシャル （2010年、超!A&G+※）
- 創立30周年〜8月1日は81プロデュースの日!
- 声優★部活動こえかつ放送局（フジTVエンタメch）
- サユリお嬢様と執事コマダ（2011年 - 2012年、超!A&G+※） - パーソナリティ[122]
- 神ないラジオ〜紗友里と亜衣の日曜日〜（2013年、HiBiKi Radio Station※）[123]
- 大久保瑠美・原紗友里 青春学園 Girls High↑↑（2014年 - 2017年、超!A&G+※）
- CINDERELLA PARTY!（2014年 - 、ニコニコ生放送※）
- クロスアンジュラジオ（2015年、音泉※）
- 原紗友里・小林志保の演喋－エンシャベ！－（2016年- 2020年、YouTube※）[19]
- まりえさゆりのオフラインセッション（2017年 - 、ニコニコ生放送、YouTube※）
- 大久保瑠美・原紗友里 思春期第二形態!!（2020年 - 、ニコニコ生放送※）[124]

### テレビ番組
- LIS★P (りすぷろでゅーす)（BSフジ、2011年）
- 声優生電話（NOTTV、2012年 - 2013年） - アシスタント

### インターネットテレビ
※はインターネット配信。
- 部屋とパジャマとLISP（2010年 - 2011年、ニコニコ生放送※）
- 神ないナビゲート番組 紗友里と亜衣のまだまだ日曜日（2013年、TVアニメ『神さまのいない日曜日』公式サイト※）[125]

### 舞台
- 81PRODUCE Presents若手リーディング公演　声瞬-SEISHUN-[126]
  - 猿飛佐助（茶屋の娘）
  - ラジオドラマのためのエチュード ひめゆりの塔（信子）
- スキマニvol.4 ｢オブキ｣ [127]
  - ラジオADミーコ役
- 演劇企画CRANQ 5th STAGE 「デッド・ビート・ダッド」 [128]
  - 矢島亜希子役

### イベント
- アイドルマスター シンデレラガールズ 2周年記念イベント（2013年11月28日[129]）

### 映像商品
- ラジオ アイドルマスター シンデレラガールズ『デレラジ』DVD Vol.3 - 4（2013年 - 2014年）
- THE IDOLM@STER M@STERS OF IDOL WORLD!!2014（2014年）[130]
- THE IDOLM@STER CINDERELLA GIRLS 1stLIVE WONDERFUL M@GIC!!（2014年）[131]
- THE IDOLM@STER CINDERELLA GIRLS 2ndLIVE PARTY M@GIC!!（2015年）[132]
- THE IDOLM@STER M@STER OF IDOL WORLD!!2015 Live Blu-ray（2016年）[133]
- THE IDOLM@STER CINDERELLA GIRLS 3rdLIVE シンデレラの舞踏会 -Power of Smile- Blu-ray（2016年）[134]
- THE IDOLM@STER CINDERELLA GIRLS 4thLIVE TriCastle Story（2017年）[135]
- アイドルマスター シンデレラガールズ小劇場 第1巻・第2巻（2018年）[136]

### CM
- 写光レンタル販売株式会社
  - 透流水[注 1][137]
  - とーるりーす（しゃこたん、ビル）[46]
- 電撃G's magazine（ナレーション[46]）

### イラスト
- THE IDOLM@STER CINDERELLA MASTER Treasure☆ 、CDジャケット原案（2017年3月）

### その他コンテンツ
- NHK BSデジタルどーもスペシャルムービー（はなこ[46]）
- LINEスタンプ『アイドルマスター シンデレラガールズ2』（2015年、本田未央）
- スマートフォンアプリ「Yahoo!カーナビ」 きせかえボイス・アイドルマスター シンデレラガールズ（2017年、本田未央[138]）
- スニッカーズ「#スニッカーズの写真ツイートでシンデレラガールズからリプが届くかも!?略して #スニリプ」キャンペーン（2017年、本田未央[139]）
- アニメ『アイドルマスター シンデレラガールズ劇場』DVD/BD 第1巻 特典CD「なんちゃってコメンタリー」
- 京成電鉄四ツ木駅列車接近・通過時の接近放送およびコンコース案内放送・トイレ案内放送（『キャプテン翼』中沢早苗役として）

## ディスコグラフィ

### キャラクターソング
| 発売日         | 商品名 | 歌 | 楽曲                                                                       | 備考                                                                              |
| -------------- | --- | --- | -------------------------------------------------------------------------- | --------------------------------------------------------------------------------- |
| 2011年7月20日  | プリティーリズム・オーロラドリーム ライブチック・キャラクターソングCD act.2 ココロ充電！                    | 天宮りずむ（原紗友里） | 「ココロ充電！」                                                           | テレビアニメ『プリティーリズム・オーロラドリーム』挿入歌                          |
| 2011年7月20日  | プリティーリズム・オーロラドリーム ライブチック・キャラクターソングCD act.5 めらめらハートが熱くなる        | MARs | 「めらめらハートが熱くなる」                                               | テレビアニメ『プリティーリズム・オーロラドリーム』挿入歌                          |
| 2011年12月16日 | 1000%キュンキュンさせてよ♥／プリティーリズムでGo!                                                           | プリティーリズム☆オールスターズ | 「1000%キュンキュンさせてよ♥」                                             | テレビアニメ『プリティーリズム・オーロラドリーム』オープニングテーマ              |
| 2011年12月16日 | 1000%キュンキュンさせてよ♥／プリティーリズムでGo!                                                           | MARs | 「プリティーリズムでGo!」                                                  | テレビアニメ『プリティーリズム・オーロラドリーム』エンディングテーマ              |
| 2012年3月16日  | プリティーリズム・オーロラドリーム プリズム☆ミュージックコレクション                                        | MARs | 「Hop! Step!! Jump!!!」                                                    | テレビアニメ『プリティーリズム・オーロラドリーム』挿入歌                          |
| 2012年7月18日  | 戦国コレクション キャラクターソング Vol.03 “斬神”塚原ト伝&“識神”平賀源内                                    | 塚原ト伝（原紗友里） | 「素敵なベイベー」                                                         | テレビアニメ『戦国コレクション』関連曲                                            |
| 2013年1月23日  | THE IDOLM@STER CINDERELLA MASTER 015 本田未央                                                               | 本田未央（原紗友里） | 「ミツボシ☆☆★」                                                            | ゲーム『アイドルマスター シンデレラガールズ』関連曲                               |
| 2013年3月20日  | プリティーリズム・ディアマイフューチャー プリズム☆ミュージックコレクション                                  | MARs | 「Que sera」                                                               | テレビアニメ『プリティーリズム・ディアマイフューチャー』挿入歌                    |
| 2013年4月10日  | THE IDOLM@STER CINDERELLA MASTER お願い！シンデレラ                                                         | THE IDOLM@STER CINDERELLA GIRLS | 「お願い！シンデレラ（M@STER VERSION）」                                   | ゲーム『アイドルマスター シンデレラガールズ』テーマソング                         |
| 2013年4月10日  | THE IDOLM@STER CINDERELLA MASTER お願い！シンデレラ                                                         | CINDERELLA GIRLS for Passion! | 「お願い！シンデレラ（M@STER VERSION）」                                   | ゲーム『アイドルマスター シンデレラガールズ』テーマソング                         |
| 2013年6月26日  | のりスタNEO ソングコレクション                                                                              | リボンちゃん（原紗友里） | 「リボンちゃん えかきうた」                                                | テレビアニメ『リボンちゃん』関連曲                                                |
| 2013年8月14日  | THE IDOLM@STER CINDERELLA MASTER 輝く世界の魔法                                                             | CINDERELLA GIRLS for NEW GENERATIONS! | 「輝く世界の魔法」                                                         | ゲーム『アイドルマスター シンデレラガールズ』関連曲                               |
| 2013年10月2日  | THE IDOLM@STER CINDERELLA MASTER passion jewelries! 001                                                     | 本田未央（原紗友里）、諸星きらり（松嵜麗）、赤城みりあ（黒沢ともよ）、城ヶ崎美嘉（佳村はるか）、城ヶ崎莉嘉（山本希望） | 「Orange Sapphire」 「ススメ☆オトメ 〜jewel parade〜」                     | ゲーム『アイドルマスター シンデレラガールズ』関連曲                               |
| 2013年10月2日  | THE IDOLM@STER CINDERELLA MASTER passion jewelries! 001                                                     | 本田未央（原紗友里） | 「ラブリー」                                                               | ゲーム『アイドルマスター シンデレラガールズ』関連曲                               |
| 2014年4月5日   | THE IDOLM@STER CINDERELLA GIRLS 1st LIVE WONDERFUL M@GIC!! "お願い！シンデレラ" ソロ・リミックス            | 本田未央（原紗友里） | 「お願い！シンデレラ（M@STER VERSION）」                                   | ゲーム『アイドルマスター シンデレラガールズ』関連曲                               |
| 2014年6月6日   | 蒼き鋼のアルペジオ -アルス・ノヴァ- BD・DVD第6巻特典CD                                                      | キリシマ（内山夕実）、刑部蒔絵（原紗友里） | 「メンタル」                                                               | テレビアニメ『蒼き鋼のアルペジオ -アルス・ノヴァ-』関連曲                         |
| 2014年7月30日  | THE IDOLM@STER CINDERELLA MASTER We're the friends!                                                         | THE IDOLM@STER CINDERELLA GIRLS! | 「We're the friends!」                                                     | ゲーム『アイドルマスター シンデレラガールズ』関連曲                               |
| 2014年7月30日  | THE IDOLM@STER CINDERELLA MASTER We're the friends!                                                         | THE IDOLM@STER CINDERELLA GIRLS for BEST5! | 「メッセージ」                                                             | ゲーム『アイドルマスター シンデレラガールズ』関連曲                               |
| 2014年10月22日 | THE IDOLM@STER M@STERS OF IDOL WORLD!!2014 特典CD                                                           | 天海春香（中村繪里子）、如月千早（今井麻美）、星井美希（長谷川明子）、島村卯月（大橋彩香）、渋谷凛（福原綾香）、本田未央（原紗友里）、春日未来（山崎はるか）、最上静香（田所あずさ）、伊吹翼（Machico） | 「IDOL POWER RAINBOW」                                                     | ライブイベント『THE IDOLM@STER M@STERS OF IDOL WORLD!!2014』テーマソング          |
| 2014年10月22日 | THE IDOLM@STER M@STERS OF IDOL WORLD!!2014 特典CD                                                           | 島村卯月（大橋彩香）、渋谷凛（福原綾香）、本田未央（原紗友里） | 「IDOL POWER RAINBOW」                                                     | ライブイベント『THE IDOLM@STER M@STERS OF IDOL WORLD!!2014』テーマソング          |
| 2015年1月21日  | THE IDOLM@STER CINDERELLA GIRLS ANIMATION PROJECT 00 ST@RTER BEST                                           | CINDERELLA PROJECT | 「ススメ☆オトメ 〜jewel parade〜」                                         | テレビアニメ『アイドルマスター シンデレラガールズ』関連曲                         |
| 2015年2月18日  | THE IDOLM@STER CINDERELLA GIRLS ANIMATION PROJECT 01 Star!!                                                 | CINDERELLA PROJECT | 「Star!!」                                                                 | テレビアニメ『アイドルマスター シンデレラガールズ』オープニングテーマ             |
| 2015年2月18日  | THE IDOLM@STER CINDERELLA GIRLS ANIMATION PROJECT 01 Star!!                                                 | 島村卯月（大橋彩香）、渋谷凛（福原綾香）、本田未央（原紗友里） | 「メッセージ」                                                             | テレビアニメ『アイドルマスター シンデレラガールズ』エンディングテーマ             |
| 2015年4月22日  | THE IDOLM@STER CINDERELLA GIRLS ANIMATION PROJECT 07 できたてEvo! Revo! Generation!                         | new generations | 「できたてEvo! Revo! Generation!」 「夕映えプレゼント」                    | テレビアニメ『アイドルマスター シンデレラガールズ』関連曲                         |
| 2015年5月13日  | THE IDOLM@STER CINDERELLA GIRLS ANIMATION PROJECT 08 GOIN'!!!                                               | CINDERELLA PROJECT | 「GOIN'!!!」 「夕映えプレゼント」                                          | テレビアニメ『アイドルマスター シンデレラガールズ』関連曲                         |
| 2015年7月23日  | アイドルマスター シンデレラガールズ BD・DVD 第3巻完全生産限定版特典CD「346Pro IDOL selection vol.2」        | 本田未央（原紗友里） | 「風色メロディ -For Mio rearrange MIX-」                                   | テレビアニメ『アイドルマスター シンデレラガールズ』関連曲                         |
| 2015年8月5日   | THE IDOLM@STER CINDERELLA GIRLS ANIMATION PROJECT 2nd season 01 Shine!!                                     | CINDERELLA PROJECT | 「Shine!!」                                                                | テレビアニメ『アイドルマスター シンデレラガールズ』オープニングテーマ             |
| 2015年8月5日   | THE IDOLM@STER CINDERELLA GIRLS ANIMATION PROJECT 2nd season 01 Shine!!                                     | 島村卯月（大橋彩香）、渋谷凛（福原綾香）、本田未央（原紗友里）、双葉杏（五十嵐裕美）、諸星きらり（松嵜麗） | 「とどけ！アイドル」                                                       | ゲーム『アイドルマスター シンデレラガールズ スターライトステージ』テーマソング    |
| 2015年9月16日  | 蒼き鋼のアルペジオ -アルス・ノヴァ- Blue Field キャラクターSongs Vol.2                                      | ハルナ（山村響）、キリシマ（内山夕実）、刑部蒔絵（原紗友里） | 「トモダチ」                                                               | 劇場アニメ『蒼き鋼のアルペジオ -アルス・ノヴァ-』関連曲                           |
| 2015年11月11日 | THE IDOLM@STER CINDERELLA GIRLS ANIMATION PROJECT 2nd Season 06                                             | new generations | 「流れ星キセキ」                                                           | テレビアニメ『アイドルマスター シンデレラガールズ』挿入歌                         |
| 2015年11月11日 | THE IDOLM@STER CINDERELLA GIRLS ANIMATION PROJECT 2nd Season 06                                             | new generations | 「心もよう」                                                               | テレビアニメ『アイドルマスター シンデレラガールズ』エンディングテーマ             |
| 2015年11月11日 | THE IDOLM@STER CINDERELLA GIRLS ANIMATION PROJECT 2nd Season 06                                             | new generations | 「夢色ハーモニー」                                                         | テレビアニメ『アイドルマスター シンデレラガールズ』関連曲                         |
| 2015年11月11日 | THE IDOLM@STER CINDERELLA GIRLS ANIMATION PROJECT 2nd Season 06                                             | 本田未央（原紗友里） | 「つぼみ」                                                                 | テレビアニメ『アイドルマスター シンデレラガールズ』挿入歌                         |
| 2015年11月25日 | THE IDOLM@STER CINDERELLA GIRLS ANIMATION PROJECT 2nd Season 07                                             | CINDERELLA PROJECT | 「M@GIC☆」 「夢色ハーモニー」                                              | テレビアニメ『アイドルマスター シンデレラガールズ』関連曲                         |
| 2016年3月30日  | THE IDOLM@STER CINDERELLA GIRLS STARLIGHT MASTER 01 Snow Wings                                              | 島村卯月（大橋彩香）、渋谷凛（福原綾香）、本田未央（原紗友里）、大槻唯（山下七海）、上条春菜（長島光那） | 「Snow Wings（M@STER VERSION）」                                           | ゲーム『アイドルマスター シンデレラガールズ スターライトステージ』関連曲          |
| 2016年3月30日  | THE IDOLM@STER MASTER CINDERELLA GIRLS ANIMATION PROJECT ORIGINAL SOUNDTRACK                                | new generations | 「Absolute Nine」                                                          | テレビアニメ『アイドルマスター シンデレラガールズ』関連曲                         |
| 2016年3月30日  | THE IDOLM@STER MASTER CINDERELLA GIRLS ANIMATION PROJECT ORIGINAL SOUNDTRACK                                | 島村卯月（大橋彩香）、本田未央（原紗友里）、渋谷凛（福原綾香）、神谷奈緒（松井恵理子）、北条加蓮（渕上舞） | 「STORY」                                                                  | テレビアニメ『アイドルマスター シンデレラガールズ』関連曲                         |
| 2016年5月18日  | THE IDOLM@STER CINDERELLA GIRLS STARLIGHT MASTER 02 Tulip                                                   | 本田未央（原紗友里） | 「ステップ！」                                                             | ゲーム『アイドルマスター シンデレラガールズ スターライトステージ』関連曲          |
| 2016年6月8日   | THE IDOLM@STER M@STERS OF IDOL WORLD!!2015 特典CD                                                           | 天海春香（中村繪里子）、如月千早（今井麻美）、星井美希（長谷川明子）、島村卯月（大橋彩香）、渋谷凛（福原綾香）、本田未央（原紗友里）、春日未来（山崎はるか）、最上静香（田所あずさ）、伊吹翼（Machico） | 「アイ MUST GO!」                                                          | ライブイベント『THE IDOLM@STER M@STERS OF IDOL WORLD!!2015』テーマソング          |
| 2016年6月8日   | THE IDOLM@STER M@STERS OF IDOL WORLD!!2015 特典CD                                                           | 島村卯月（大橋彩香）、渋谷凛（福原綾香）、本田未央（原紗友里） | 「アイ MUST GO!」                                                          | ライブイベント『THE IDOLM@STER M@STERS OF IDOL WORLD!!2015』テーマソング          |
| 2016年9月2日   | THE IDOLM@STER CINDERELLA GIRLS 4thLIVE TriCastle Story Starlight Castle 会場オリジナルCD                   | 本田未央（原紗友里） | 「Snow Wings（M@STER VERSION）」                                           | ゲーム『アイドルマスター シンデレラガールズ スターライトステージ』関連曲          |
| 2016年11月16日 | THE IDOLM@STER CINDERELLA MASTER Take me☆Take you                                                           | THE IDOLM@STER CINDERELLA GIRLS! | 「Take me☆Take you」                                                       | ゲーム『アイドルマスター シンデレラガールズ』関連曲                               |
| 2017年1月25日  | THE IDOLM@STER CINDERELLA GIRLS VIEWING REVOLUTION Yes! Party Time!!                                        | 島村卯月（大橋彩香）、渋谷凛（福原綾香）、本田未央（原紗友里）、赤城みりあ（黒沢ともよ）、安部菜々（三宅麻理恵） | 「Yes! Party Time!!（M@STER VERSION）」                                    | ゲーム『アイドルマスター シンデレラガールズ ビューイングレボリューション』関連曲  |
| 2017年2月8日   | THE IDOLM@STER CINDERELLA MASTER EVERMORE                                                                   | 島村卯月（大橋彩香）、渋谷凛（福原綾香）、本田未央（原紗友里）、赤城みりあ（黒沢ともよ）、安部菜々（三宅麻理恵）、神崎蘭子（内田真礼）、小日向美穂（津田美波）、城ヶ崎美嘉（佳村はるか）、城ヶ崎莉嘉（山本希望）、高垣楓（早見沙織）、多田李衣菜（青木瑠璃子）、新田美波（洲崎綾）、双葉杏（五十嵐裕美）、前川みく（高森奈津美）、諸星きらり（松嵜麗） | 「ススメ☆オトメ 〜jewel parade〜」                                         | ゲーム『アイドルマスター シンデレラガールズ』関連曲                               |
| 2017年2月8日   | THE IDOLM@STER CINDERELLA MASTER EVERMORE                                                                   | 大橋彩香、福原綾香、原紗友里、藍原ことみ、青木志貴、青木瑠璃子、飯田友子、五十嵐裕美、今井麻夏、上坂すみれ、内田真礼、桜咲千依、大空直美、大坪由佳、金子真由美、金子有希、木村珠莉、黒沢ともよ、佐藤亜美菜、下地紫野、洲崎綾、鈴木絵理、髙野麻美、高森奈津美、立花理香、種﨑敦美、千菅春香、東山奈央、長島光那、原優子、早見沙織、春瀬なつみ、渕上舞、牧野由依、松井恵理子、松嵜麗、三宅麻理恵、村中知、杜野まこ、安野希世乃、山下七海、山本希望、佳村はるか、ルゥティン、和氣あず未 | 「EVERMORE（4thLIVE MIX）」                                                | ゲーム『アイドルマスター シンデレラガールズ』関連曲                               |
| 2017年3月22日  | THE IDOLM@STER CINDERELLA MASTER Treasure☆                                                                  | 島村卯月（大橋彩香）、渋谷凛（福原綾香）、城ヶ崎美嘉（佳村はるか）、本田未央（原紗友里）、多田李衣菜（青木瑠璃子） | 「Treasure☆（M@STER VERSION）」                                            | ゲーム『アイドルマスター シンデレラガールズ』関連曲                               |
| 2017年3月22日  | THE IDOLM@STER CINDERELLA MASTER Treasure☆                                                                  | 本田未央（原紗友里）、多田李衣菜（青木瑠璃子） | 「Treasure☆（M@STER VERSION）for CINDERELLA PARTY MIX」                    | ラジオ『CINDERELLA PARTY!』エンディングテーマ                                     |
| 2017年6月28日  | THE IDOLM@STER CINDERELLA GIRLS LITTLE STARS! SUN♡FLOWER                                                    | 本田未央（原紗友里）、片桐早苗（和氣あず未）、佐藤心（花守ゆみり）、城ヶ崎美嘉（佳村はるか）、諸星きらり（松嵜麗） | 「SUN♡FLOWER」                                                             | テレビアニメ『アイドルマスター シンデレラガールズ劇場』エンディングテーマ         |
| 2017年11月8日  | THE IDOLM@STER CINDERELLA GIRLS STARLIGHT MASTER 14 情熱ファンファンファーレ                                | 本田未央（原紗友里）、日野茜（赤﨑千夏）、高森藍子（金子有希） | 「情熱ファンファンファーレ（M@STER VERSION）」                             | ゲーム『アイドルマスター シンデレラガールズ スターライトステージ』関連曲          |
| 2017年12月13日 | THE IDOLM@STER CINDERELLA MASTER 恋が咲く季節                                                               | 高垣楓（早見沙織）、本田未央（原紗友里）、藤原肇（鈴木みのり）、荒木比奈（田辺留依）、喜多見柚（武田羅梨沙多胡）、佐久間まゆ（牧野由依）、村上巴（花井美春）、関裕美（会沢紗弥）、緒方智絵里（大空直美） | 「恋が咲く季節」                                                           | ゲーム『アイドルマスター シンデレラガールズ』関連曲                               |
| 2017年12月13日 | THE IDOLM@STER CINDERELLA MASTER 恋が咲く季節                                                               | 高垣楓（早見沙織）、本田未央（原紗友里）、藤原肇（鈴木みのり）、荒木比奈（田辺留依）、喜多見柚（武田羅梨沙多胡） | 「always」                                                                 | ゲーム『アイドルマスター シンデレラガールズ』関連曲                               |
| 2017年12月13日 | THE IDOLM@STER CINDERELLA MASTER 恋が咲く季節                                                               | 高垣楓（早見沙織）、本田未央（原紗友里）、佐久間まゆ（牧野由依） | 「Tulip」                                                                  | ゲーム『アイドルマスター シンデレラガールズ』関連曲                               |
| 2018年1月10日  | THE IDOLM@STER CINDERELLA GIRLS LITTLE STARS! Snow＊Love                                                    | 本田未央（原紗友里）、諸星きらり（松嵜麗） | 「とどけ！アイドル -しんげきRemix-」                                       | テレビアニメ『アイドルマスター シンデレラガールズ劇場』関連曲                     |
| 2018年3月3日   | アイドルマスター シンデレラガールズ劇場 すぷりんぐふぇすてぃばる 2018 会場オリジナルCD                      | 本田未央（原紗友里） | 「We're the friends!」 「メッセージ」                                      | ゲーム『アイドルマスター シンデレラガールズ』関連曲                               |
| 2018年3月7日   | THE IDOLM@STER CINDERELLA MASTER イリュージョニスタ！                                                       | 本田未央（原紗友里）佐久間まゆ（牧野由依）、鷺沢文香（M・A・O）、輿水幸子（竹達彩奈）、新田美波（洲崎綾） | 「イリュージョニスタ！（M＠STER VERSION）」                                | ゲーム『アイドルマスター シンデレラガールズ スターライトステージ』関連曲          |
| 2018年4月11日  | THE IDOLM@STER CINDERELLA GIRLS MASTER SEASONS SPRING!                                                      | 喜多見柚（武田羅梨沙多胡）、本田未央（原紗友里）、龍崎薫（春瀬なつみ） | 「Spring Screaming」                                                       | ゲーム『アイドルマスター シンデレラガールズ』関連曲                               |
| 2018年7月18日  | THE IDOLM@STER CINDERELLA GIRLS CG STAR LIVE Stage bye Stage                                                | 島村卯月（大橋彩香）、渋谷凛（福原綾香）、本田未央（原紗友里） | 「Stage bye Stage」 「CG STAR LIVE CINDERELLA GIRLS Brilliant Party! Mix」 | イベント『THE IDOLM@STER CINDERELLA GIRLS new generations★BrilliantParty!』関連曲 |
| 2018年7月18日  | THE IDOLM@STER CINDERELLA GIRLS CG STAR LIVE Stage bye Stage                                                | 本田未央（原紗友里） | 「Stage bye Stage」                                                        | イベント『THE IDOLM@STER CINDERELLA GIRLS new generations★BrilliantParty!』関連曲 |
| 2018年9月14日  | THE IDOLM@STER CINDERELLA GIRLS スパイスパラダイス〜カレーメシver.〜                                        | ポジティブパッション | 「スパイスパラダイス〜カレーメシ マスターバージョン〜」                    | 日清食品「カレーメシ」イメージソング                                              |
| 2018年10月31日 | THE IDOLM@STER CINDERELLA MASTER Trust me                                                                   | THE IDOLM@STER CINDERELLA GIRLS! | 「Trust me」                                                               | ゲーム『アイドルマスター シンデレラガールズ』関連曲                               |
| 2018年10月31日 | THE IDOLM@STER CINDERELLA MASTER Trust me                                                                   | THE IDOLM@STER CINDERELLA GIRLS for BEST5! | 「君への詩」                                                               | ゲーム『アイドルマスター シンデレラガールズ』関連曲                               |
| 2018年11月9日  | THE IDOLM@STER CINDERELLA GIRLS 6thLIVE MERRY-GO-ROUNDOME!!! MASTER SEASONS SPRING! SOLO REMIX              | 本田未央（原紗友里） | 「Spring Screaming」                                                       | ゲーム『アイドルマスター シンデレラガールズ』関連曲                               |
| 2019年1月23日  | THE IDOLM@STER CINDERELLA GIRLS STARLIGHT MASTER 25 Happy New Yeah!                                         | 島村卯月（大橋彩香）、渋谷凛（福原綾香）、本田未央（原紗友里）、佐藤心（花守ゆみり）、三村かな子（大坪由佳） | 「Happy New Yeah!（M@STER VERSION）」                                      | ゲーム『アイドルマスター シンデレラガールズ スターライトステージ』関連曲          |
| 2019年3月20日  | THE IDOLM@STER CINDERELLA GIRLS STARLIGHT MASTER 27 Vast world                                              | 日野茜（赤﨑千夏）、高森藍子（金子有希）、本田未央（原紗友里） | 「スパイスパラダイス」                                                     | ゲーム『アイドルマスター シンデレラガールズ スターライトステージ』関連曲          |
| 2019年8月14日  | THE IDOLM@STER CINDERELLA GIRLS STARLIGHT MASTER 31 Pretty Liar                                             | 島村卯月（大橋彩香）、小日向美穂（津田美波）、五十嵐響子（種﨑敦美）、渋谷凛（福原綾香）、北条加蓮（渕上舞）、神谷奈緒（松井恵理子）、本田未央（原紗友里）、日野茜（赤﨑千夏）、高森藍子（金子有希） | 「Stage Bye Stage」                                                        | ゲーム『アイドルマスター シンデレラガールズ スターライトステージ』関連曲          |
| 2019年9月2日   | THE IDOLM@STER CINDERELLA GIRLS 7thLIVE TOUR Special 3chord♪ Comical Pops! 会場オリジナルCD                 | 本田未央（原紗友里） | 「情熱ファンファンファーレ（M@STER VERSION）」                             | ゲーム『アイドルマスター シンデレラガールズ スターライトステージ』関連曲          |
| 2019年10月23日 | THE IDOLM@STER CINDERELLA GIRLS STARLIGHT MASTER 33 Starry-Go-Round                                         | 双葉杏（五十嵐裕美）、諸星きらり（松嵜麗）、島村卯月（大橋彩香）、渋谷凛（福原綾香）、本田未央（原紗友里） | 「LOVE & PEACH」                                                           | ゲーム『アイドルマスター シンデレラガールズ スターライトステージ』関連曲          |
| 2020年1月22日  | THE IDOLM@STER CINDERELLA MASTER 夢をのぞいたら                                                             | THE IDOLM@STER CINDERELLA GIRLS! | 「夢をのぞいたら」                                                         | ゲーム『アイドルマスター シンデレラガールズ スターライトステージ』関連曲          |
| 2020年1月22日  | THE IDOLM@STER CINDERELLA MASTER 夢をのぞいたら                                                             | 本田未央（原紗友里）、北条加蓮（渕上舞）、遊佐こずえ（花谷麻妃） | 「夢をのぞいたら」                                                         | ゲーム『アイドルマスター シンデレラガールズ スターライトステージ』関連曲          |
| 2020年1月22日  | THE IDOLM@STER CINDERELLA MASTER 夢をのぞいたら                                                             | THE IDOLM@STER CINDERELLA GIRLS for BEST5! | 「Sun! High! Gold!」                                                       | ゲーム『アイドルマスター シンデレラガールズ スターライトステージ』関連曲          |
| 2020年1月22日  | THE IDOLM@STER CINDERELLA MASTER 夢をのぞいたら                                                             | 本田未央（原紗友里）、北条加蓮（渕上舞）、一ノ瀬志希（藍原ことみ）、鷺沢文香（M・A・O）、佐久間まゆ（牧野由依） | 「Trust me」                                                               | ゲーム『アイドルマスター シンデレラガールズ スターライトステージ』関連曲          |
| 2020年2月14日  | THE IDOLM@STER CINDERELLA GIRLS 7thLIVE TOUR Special 3chord♪ Glowing Rock! 会場オリジナルCD                 | 本田未央（原紗友里） | 「Happy New Yeah!（M@STER VERSION）」                                      | ゲーム『アイドルマスター シンデレラガールズ スターライトステージ』関連曲          |
| 2020年2月19日  | THE IDOLM@STER CINDERELLA GIRLS STARLIGHT MASTER 36 義勇忍侠花吹雪                                          | 島村卯月（大橋彩香）、渋谷凛（福原綾香）、本田未央（原紗友里） | 「リバイブ」                                                               | ゲーム『アイドルマスター シンデレラガールズ スターライトステージ』関連曲          |
| 2020年9月30日  | なんどでも笑おう                                                                                            | THE IDOLM@STER FIVE STARS!!! | 「なんどでも笑おう」                                                       | 「アイドルマスターシリーズ」関連曲                                                |
| 2020年9月30日  | なんどでも笑おう【シンデレラガールズ盤】                                                                    | THE IDOLM@STER CINDERELLA GIRLS | 「なんどでも笑おう」                                                       | 「アイドルマスターシリーズ」関連曲                                                |
| 2020年9月30日  | なんどでも笑おう【シンデレラガールズ盤】                                                                    | 本田未央（原紗友里） | 「なんどでも笑おう」                                                       | 「アイドルマスターシリーズ」関連曲                                                |
| 2020年10月28日 | プリンセスコネクト！Re:Dive PRICONNE CHARACTER SONG 18                                                      | ヨリ（原紗友里）、アカリ（浅倉杏美） | 「ねぇねぇPlease!」                                                        | ゲーム『プリンセスコネクト！Re:Dive』挿入歌                                       |
| 2020年10月28日 | プリンセスコネクト！Re:Dive PRICONNE CHARACTER SONG 18                                                      | ヨリ（原紗友里） | 「ねぇねぇPlease!」                                                        | ゲーム『プリンセスコネクト！Re:Dive』挿入歌                                       |
| 2021年3月3日   | THE IDOLM@STER CINDERELLA GIRLS STARLIGHT MASTER COLLABORATION! Great Journey                               | 島村卯月（大橋彩香）、渋谷凛（福原綾香）、本田未央（原紗友里） | 「Great Journey（M@STER VERSION）」                                        | ゲーム『アイドルマスター シンデレラガールズ スターライトステージ』関連曲          |
| 2021年3月3日   | THE IDOLM@STER CINDERELLA GIRLS STARLIGHT MASTER COLLABORATION! Great Journey                               | 本田未央（原紗友里） | 「Great Journey（M@STER VERSION）」                                        | ゲーム『アイドルマスター シンデレラガールズ スターライトステージ』関連曲          |
| 2021年11月10日 | THE IDOLM@STER CINDERELLA GIRLS 10th ANNIVERSARY M@GICAL WONDERLAND TOUR!!! MerryMaerchen Land オリジナルCD | 本田未央（原紗友里） | 「輝く世界の魔法（M@STER VERSION）」                                       | ゲーム『アイドルマスター シンデレラガールズ』関連曲                               |
| 2021年11月24日 | THE IDOLM@STER CINDERELLA MASTER EVERLASTING                                                                | 本田未央（原紗友里）、辻野あかり（梅澤めぐ）、双葉杏（五十嵐裕美）、木村夏樹（安野希世乃）、アナスタシア（上坂すみれ）、ナターリア（生田輝）、 橘ありす（佐藤亜美菜）、輿水幸子（竹達彩奈）、依田芳乃（高田憂希）、川島瑞樹（東山奈央） | 「EVERLASTING（M@STER VERSION）」                                          | ゲーム『アイドルマスター シンデレラガールズ』関連曲                               |
| 2021年11月24日 | THE IDOLM@STER CINDERELLA MASTER EVERLASTING                                                                | 本田未央（原紗友里） | 「EVERLASTING（M@STER VERSION）」                                          | ゲーム『アイドルマスター シンデレラガールズ』関連曲                               |
| 2021年12月22日 | THE IDOLM@STER CINDERELLA GIRLS 10th ANNIVERSARY M@GICAL WONDERLAND TOUR!!! Celebration Land オリジナルCD   | 本田未央（原紗友里） | 「Take me☆Take you」                                                       | ゲーム『アイドルマスター シンデレラガールズ』関連曲                               |
| 2022年1月19日  | THE IDOLM@STER CINDERELLA GIRLS 10th ANNIVERSARY M@GICAL WONDERLAND TOUR!!! CosmoStar Land オリジナルCD     | 本田未央（原紗友里） | 「恋が咲く季節」 「always」                                                | ゲーム『アイドルマスター シンデレラガールズ』関連曲                               |
| 2022年1月26日  | THE IDOLM@STER CINDERELLA MASTER キセキの証 & Let's Sail Away!!! & ココカラミライヘ！                       | 十時愛梨（原田ひとみ）、神崎蘭子（内田真礼）、渋谷凛（福原綾香）、塩見周子（ルゥティン）、島村卯月（大橋彩香）、高垣楓（早見沙織）、安部菜々（三宅麻理恵）、本田未央（原紗友里）、北条加蓮（渕上舞）、鷺沢文香（M・A・O） | 「ココカラミライヘ！」                                                     | ゲーム『アイドルマスター シンデレラガールズ』関連曲                               |
| 2022年1月26日  | THE IDOLM@STER CINDERELLA MASTER キセキの証 & Let's Sail Away!!! & ココカラミライヘ！ 特別限定盤            | 本田未央（原紗友里） | 「ココカラミライヘ！」                                                     | ゲーム『アイドルマスター シンデレラガールズ』関連曲                               |
| 2022年2月16日  | THE IDOLM@STER CINDERELLA GIRLS 10th ANNIVERSARY M@GICAL WONDERLAND TOUR!!! Tropical Land オリジナルCD      | 本田未央（原紗友里） | 「Trust me」 「君への詩」                                                  | ゲーム『アイドルマスター シンデレラガールズ』関連曲                               |
| 2022年6月29日  | THE IDOLM@STER CINDERELLA GIRLS STARLIGHT MASTER R/LOCK ON! 06 Demolish                                     | 本田未央（原紗友里）、ナターリア（生田輝）、結城晴（小市眞琴） | 「Demolish（M@STER VERSION）」                                             | ゲーム『アイドルマスター シンデレラガールズ スターライトステージ』関連曲          |
| 2022年6月29日  | THE IDOLM@STER CINDERELLA GIRLS STARLIGHT MASTER R/LOCK ON! 06 Demolish                                     | 本田未央（原紗友里） | 「Demolish（M@STER VERSION）」                                             | ゲーム『アイドルマスター シンデレラガールズ スターライトステージ』関連曲          |
| 2022年8月3日   | THE IDOLM@STER CINDERELLA GIRLS STARLIGHT MASTER R/LOCK ON! 07 ストリート・ランウェイ                       | 島村卯月（大橋彩香）、渋谷凛（福原綾香）、本田未央（原紗友里） | 「サラバ、愛しき悲しみたちよ」                                             | ゲーム『アイドルマスター シンデレラガールズ スターライトステージ』関連曲          |
| 2022年9月3日   | THE IDOLM@STER CINDERELLA GIRLS LIKE4LIVE #cg_ootd 会場オリジナルCD                                         | 本田未央（原紗友里） | 「夢をのぞいたら」 「Sun! High! Gold!」                                    | ゲーム『アイドルマスター シンデレラガールズ スターライトステージ』関連曲          |
| 2022年10月19日 | THE IDOLM@STER CINDERELLA GIRLS STARLIGHT MASTER R/LOCK ON! 09 New bright stars                             | 本田未央（原紗友里） | 「DELIGHT」                                                                | ゲーム『アイドルマスター シンデレラガールズ スターライトステージ』関連曲          |
| 2023年1月25日  | プリンセスコネクト！Re:Dive PRICONNE CHARACTER SONG 31                                                      | ヨリ（原紗友里）、アカリ（浅倉杏美） | 「はつゆきツインアプローチ」                                               | ゲーム『プリンセスコネクト！Re:Dive』挿入歌                                       |
| 2023年1月25日  | プリンセスコネクト！Re:Dive PRICONNE CHARACTER SONG 31                                                      | ヨリ（原紗友里） | 「はつゆきツインアプローチ」                                               | ゲーム『プリンセスコネクト！Re:Dive』関連曲                                       |
| 2024年5月15日  | THE IDOLM@STER CINDERELLA GIRLS STARLIGHT MASTER HEART TICKER! 06 Come to you                               | 小日向美穂（津田美波）、渋谷凛（福原綾香）、本田未央（原紗友里） | 「Come to you（M@STER VERSION）」                                          | ゲーム『アイドルマスター シンデレラガールズ スターライトステージ』関連曲          |
| 2024年5月15日  | THE IDOLM@STER CINDERELLA GIRLS STARLIGHT MASTER HEART TICKER! 06 Come to you                               | 本田未央（原紗友里） | 「Come to you（M@STER VERSION）」                                          | ゲーム『アイドルマスター シンデレラガールズ スターライトステージ』関連曲          |
| 2024年12月11日 | アイ NEED YOU（FOR WONDERFUL STORY）【シンデレラガールズ盤】                                                | THE IDOLM@STER BRILLIANT STARS | 「アイ NEED YOU（FOR WONDERFUL STORY）」                                   | 「アイドルマスターシリーズ」20周年記念楽曲                                        |
| 2024年12月11日 | アイ NEED YOU（FOR WONDERFUL STORY）【シンデレラガールズ盤】                                                | CINDERELLA GIRLS | 「アイ NEED YOU（FOR WONDERFUL STORY）」                                   | 「アイドルマスターシリーズ」20周年記念楽曲                                        |
| 2024年12月11日 | アイ NEED YOU（FOR WONDERFUL STORY）【シンデレラガールズ盤】                                                | 本田未央（原紗友里） | 「アイ NEED YOU（FOR WONDERFUL STORY）」                                   | 「アイドルマスターシリーズ」20周年記念楽曲                                        |

### その他参加楽曲
| 発売日        | 商品名                                                                             | 歌                               | 楽曲                                                    | 備考                                                           |
| ------------- | ---------------------------------------------------------------------------------- | -------------------------------- | ------------------------------------------------------- | -------------------------------------------------------------- |
| 2010年8月11日 | 赤頭巾ちゃん御用心                                                                 | OToGi8                           | 「赤頭巾ちゃん御用心」                                  | テレビアニメ『オオカミさんと七人の仲間たち』エンディングテーマ |
| 2010年8月11日 | 赤頭巾ちゃん御用心                                                                 | OToGi8                           | 「赤頭巾ちゃん御用心【i-pop ver.】」 「カラフル☆DRIVE」 | テレビアニメ『オオカミさんと七人の仲間たち』関連曲             |
| 2011年4月6日  | はなかっぱえかきうた                                                               | ハラサユリ                       | 「はなかっぱえかきうた」                                | テレビアニメ『はなかっぱ』2011年度エンディングテーマ           |
| 2015年6月10日 | CINDERELLA PARTY! でれぱDEないと をきかないと!! 〜あかるくせいそにかわいくきよく〜 | 原紗友里、青木瑠璃子             | 「でれぱDEないと」                                      | ラジオ『CINDERELLA PARTY!』オープニングテーマ                  |
| 2015年6月10日 | CINDERELLA PARTY! でれぱDEないと をきかないと!! 〜あかるくせいそにかわいくきよく〜 | 原紗友里、青木瑠璃子             | 「THE IDOLM@STER」 「きよしこの夜」                     | ラジオ『CINDERELLA PARTY!』関連曲                              |
| 2015年6月10日 | CINDERELLA PARTY! でれぱDEないと をきかないと!! 〜あかるくせいそにかわいくきよく〜 | 原紗友里、青木瑠璃子、三宅麻理恵 | 「どうにもとまらない」                                  | ラジオ『CINDERELLA PARTY!』関連曲                              |
| 2015年6月10日 | CINDERELLA PARTY! でれぱDEないと をきかないと!! 〜あかるくせいそにかわいくきよく〜 | 原紗友里、青木瑠璃子、松田颯水   | 「きのこの唄」                                          | ラジオ『CINDERELLA PARTY!』関連曲                              |
| 2015年6月10日 | CINDERELLA PARTY! でれぱDEないと をきかないと!! 〜あかるくせいそにかわいくきよく〜 | 原紗友里、青木瑠璃子、杜野まこ   | 「栄冠は君に輝く」                                      | ラジオ『CINDERELLA PARTY!』関連曲                              |
| 2016年4月27日 | CINDERELLA PARTY! でれぱれ〜どがやってきた！ 〜イケてる彼女と楽しい公録〜          | 原紗友里、青木瑠璃子             | 「でれぱれ〜ど」                                        | ラジオ『CINDERELLA PARTY!』オープニングテーマ                  |
| 2016年4月27日 | CINDERELLA PARTY! でれぱれ〜どがやってきた！ 〜イケてる彼女と楽しい公録〜          | 原紗友里、青木瑠璃子             | 「Dear My Friend」 「Advance」                          | ラジオ『CINDERELLA PARTY!』関連曲                              |
| 2016年4月27日 | CINDERELLA PARTY! でれぱれ〜どがやってきた！ 〜イケてる彼女と楽しい公録〜          | 原紗友里、青木瑠璃子、松嵜麗     | 「ハグしちゃお」                                        | ラジオ『CINDERELLA PARTY!』関連曲                              |
| 2016年4月27日 | CINDERELLA PARTY! でれぱれ〜どがやってきた！ 〜イケてる彼女と楽しい公録〜          | 原紗友里、青木瑠璃子、五十嵐裕美 | 「休日の歌（Viva La Vida）」                            | ラジオ『CINDERELLA PARTY!』関連曲                              |
| 2016年4月27日 | CINDERELLA PARTY! でれぱれ〜どがやってきた！ 〜イケてる彼女と楽しい公録〜          | 原紗友里、青木瑠璃子、黒沢ともよ | 「マル・マル・モリ・モリ!」                             | ラジオ『CINDERELLA PARTY!』関連曲                              |
| 2018年8月1日  | CINDERELLA PARTY! でれぱ音頭 ＼ドンドンカッ／                                      | 原紗友里、青木瑠璃子             | 「でれぱ音頭」                                          | ラジオ『CINDERELLA PARTY!』オープニングテーマ                  |
| 2018年8月1日  | CINDERELLA PARTY! でれぱ音頭 ＼ドンドンカッ／                                      | 原紗友里、青木瑠璃子、洲崎綾     | 「タッチ」                                              | ラジオ『CINDERELLA PARTY!』関連曲                              |
| 2018年8月1日  | CINDERELLA PARTY! でれぱ音頭 ＼ドンドンカッ／                                      | 原紗友里、青木瑠璃子、種﨑敦美   | 「ロックン・オムレツ」                                  | ラジオ『CINDERELLA PARTY!』関連曲                              |
| 2018年8月1日  | CINDERELLA PARTY! でれぱ音頭 ＼ドンドンカッ／                                      | 原紗友里、青木瑠璃子、飯田友子   | 「Over Drive」                                          | ラジオ『CINDERELLA PARTY!』関連曲                              |
| 2018年8月1日  | CINDERELLA PARTY! でれぱ音頭 ＼ドンドンカッ／                                      | 原紗友里、青木瑠璃子、三宅麻理恵 | 「17才」                                                | ラジオ『CINDERELLA PARTY!』関連曲                              |
| 2022年7月20日 | CINDERELLA PARTY! デレぱにぱにック＆デレパノココロ ～信じられないくらい素敵なCD～  | 原紗友里、青木瑠璃子             | 「デレぱにぱにック」 「デレパノココロ」                 | ラジオ『CINDERELLA PARTY!』オープニングテーマ                  |
| 2022年7月20日 | CINDERELLA PARTY! デレぱにぱにック＆デレパノココロ ～信じられないくらい素敵なCD～  | 原紗友里、青木瑠璃子、和氣あず未 | 「ペッパー警部」                                        | ラジオ『CINDERELLA PARTY!』関連曲                              |
| 2022年7月20日 | CINDERELLA PARTY! デレぱにぱにック＆デレパノココロ ～信じられないくらい素敵なCD～  | 原紗友里、青木瑠璃子、杜野まこ   | 「狙いうち」                                            | ラジオ『CINDERELLA PARTY!』関連曲                              |
| 2022年7月20日 | CINDERELLA PARTY! デレぱにぱにック＆デレパノココロ ～信じられないくらい素敵なCD～  | 原紗友里、青木瑠璃子、山下七海   | 「LOVE 2000」                                           | ラジオ『CINDERELLA PARTY!』関連曲                              |

## ライブ・イベント

### 合同ライブ
| 出演日               | タイトル                                                                                        | 会場                                         |
| -------------------- | ----------------------------------------------------------------------------------------------- | -------------------------------------------- |
| 2013年7月20日・21日  | THE IDOLM@STER 8th ANNIVERSARY HOP!STEP!!FESTIV@L!!!                                            | オリックス劇場（大阪府）                     |
| 2013年8月23日        | Animelo Summer Live 2013 -FLAG NINE-                                                            | さいたまスーパーアリーナ（埼玉県）           |
| 2013年11月28日       | アイドルマスター シンデレラガールズ 2周年記念イベント                                           | 新宿ステーションスクエア（東京都）           |
| 2014年1月25日        | リスアニ! LIVE 4 SATURDAY STAGE                                                                 | 日本武道館（東京都）                         |
| 2014年2月22日・23日  | THE IDOLM@STER M@STERS OF IDOL WORLD!!2014                                                      | さいたまスーパーアリーナ（埼玉県）           |
| 2014年4月5日・6日    | THE IDOLM@STER CINDERELLA GIRLS 1stLIVE WONDERFUL M@GIC!!                                       | 舞浜アンフィシアター（千葉県）               |
| 2014年4月27日        | 超音楽祭2014                                                                                    | 幕張メッセ（千葉県）                         |
| 2014年8月30日        | Animelo Summer Live 2014 -ONENESS-                                                              | さいたまスーパーアリーナ（埼玉県）           |
| 2014年9月21日        | TOKYOアニメパーク BANDAI NAMCO ANIME CAMP 2014                                                  | 潮風公園太陽の広場（東京都）                 |
| 2014年11月30日       | THE IDOLM@STER CINDERELLA GIRLS 2ndLIVE PARTY M@GIC!!                                           | 国立代々木第一体育館（東京都）               |
| 2015年1月24日        | リスアニ! LIVE 5 SATURDAY STAGE                                                                 | 日本武道館（東京都）                         |
| 2015年1月31日        | CINDERELLA REAL PARTY! 01 〜あかるくせいそにかわいくきよく〜                                    | 科学技術館 サイエンスホール（東京都）        |
| 2015年6月13日        | CINDERELLA REAL PARTY! 02 〜イケてる彼女と楽しい公録〜                                          | 山野ホール（東京都）                         |
| 2015年7月18日・19日  | THE IDOLM@STER M@STERS OF IDOL WORLD 2015                                                       | 西武プリンスドーム（埼玉県）                 |
| 2015年8月2日         | THE IDOLM@STER CINDERELLA GIRLS SUMMER FESTIV@L 2015 東京公演                                   | 舞浜アンフィシアター（千葉県）               |
| 2015年8月23日        | THE IDOLM@STER CINDERELLA GIRLS SUMMER FESTIV@L 2015 大阪公演                                   | グランキューブ大阪（大阪府）                 |
| 2015年8月29日        | Animelo Summer Live 2015 -THE GATE-                                                             | さいたまスーパーアリーナ（埼玉県）           |
| 2015年11月28日・29日 | THE IDOLM@STER CINDERELLA GIRLS 3rdLIVE シンデレラの舞踏会 - Power of Smile -                   | 幕張メッセ国際展示場 9-11番ホール（千葉県）  |
| 2015年12月19日       | 「蒼き鋼のアルペジオ –アルス・ノヴァ-」Character Songs LIVE “Blue Field”～Finale～              | よこすか芸術劇場（神奈川県）                 |
| 2016年1月23日        | リスアニ! LIVE 2016                                                                             | 日本武道館（東京都）                         |
| 2016年2月28日        | CINDERELLA REAL PARTY! 03 〜あつまれ！プロデューサー すてきなパレード in らんらんホール〜       | よみうりランド日テレらんらんホール（東京都） |
| 2016年7月30日        | THE IDOLM@STER CINDERELLA GIRLS MEMORIAL PARADE                                                 | STUDIO COAST（東京都）                       |
| 2016年8月26日        | Animelo Summer Live 2016 刻-TOKI-                                                               | さいたまスーパーアリーナ（埼玉県）           |
| 2016年9月4日         | THE IDOLM@STER CINDERELLA GIRLS 4thLIVE TriCastle Story Starlight Castle                        | 神戸ワールド記念ホール（兵庫県）             |
| 2016年10月16日       | THE IDOLM@STER CINDERELLA GIRLS 4thLIVE TriCastle 346 Castle                                    | さいたまスーパーアリーナ（埼玉県）           |
| 2016年11月19日       | THE IDOLM@STER CINDERELLA GIRLS 5th Anniversary Party                                           | 森のホール21（千葉県）                       |
| 2017年2月19日        | CINDERELLA REAL PARTY! 04 〜わいわいつどえ！しょ〜ねんしょうじょ いやよいやよも好きのうち〜     | 山野ホール（東京都）                         |
| 2017年7月8日・9日    | THE IDOLM@STER CINDERELLA GIRLS 5thLIVE TOUR Serendipity Parade!!! 幕張公演                     | 幕張イベントホール（千葉県）                 |
| 2017年8月13日        | THE IDOLM@STER CINDERELLA GIRLS 5thLIVE TOUR Serendipity Parade!!! さいたまスーパーアリーナ公演 | さいたまスーパーアリーナ（埼玉県）           |
| 2017年11月5日        | CINDERELLA PARTY! 〜デレパ参周年記念祝賀会〜                                                    | 白金高輪SELENE STUDIO（東京都）              |
| 2017年11月19日       | アイドルマスター シンデレラガールズ 6th Anniversary Memorial Party                              | 舞浜アンフィシアター（千葉県）               |
| 2018年4月7日・8日    | THE IDOLM@STER CINDERELLA GIRLS Initial Mess@ge                                                 | 台北国際会議中心（台湾 台北市）              |
| 2018年10月20日       | CINDERELLA REAL PARTY! 05 〜この時をまっていた！うきうきようきなうんどうかい〜                  | 市川市文化会館（千葉県）                     |
| 2018年11月10日・11日 | THE IDOLM@STER CINDERELLA GIRLS 6thLIVE MERRY-GO-ROUNDOME!!! メットライフドーム公演             | メットライフドーム（埼玉県）                 |
| 2018年12月1日・2日   | THE IDOLM@STER CINDERELLA GIRLS 6thLIVE MERRY-GO-ROUNDOME!!! ナゴヤドーム公演                   | ナゴヤドーム（愛知県）                       |
| 2019年6月16日        | アイドルマスター シンデレラガールズ プロデューサーさん感謝祭 in 新木場スタジオコースト          | STUDIO COAST（東京都）                       |
| 2019年7月13日        | CINDERELLA REAL PARTY! 06 ～超！Excited！！ ノリ遅れるな 輪になろう◎〜                          | めぐろパーシモンホール（東京都）             |
| 2019年10月19日       | バンダイナムコエンターテインメントフェスティバル                                                | 東京ドーム（東京都）                         |
| 2019年11月9日・10日  | THE IDOLM@STER CINDERELLA GIRLS 7thLIVE TOUR Special 3chord♪ Funky Dancing!                     | ナゴヤドーム（愛知県）                       |
| 2020年2月15日・16日  | THE IDOLM@STER CINDERELLA GIRLS 7thLIVE TOUR Special 3chord♪ Glowing Rock!                      | 京セラドーム大阪（大阪府）                   |
| 2021年5月27日        | THE IDOLM@STER CINDERELLA GIRLS NEXT LIVE発表会 SPECIAL STAGE                                   | 未来研スタジオ（東京都）                     |
| 2021年7月11日        | CINDERELLA REAL PARTY! 07 Derepa is Gentle and Elegant                                          | 有楽町よみうりホール（東京都）               |
| 2022年1月29日・30日  | THE IDOLM@STER CINDERELLA GIRLS 10th ANNIVERSARY M@GICAL WONDERLAND TOUR!!! Tropical Land       | ライブ配信（ASOBISTAGE）                     |
| 2022年4月2日・3日    | THE IDOLM@STER CINDERELLA GIRLS 10th ANNIVERSARY M@GICAL WONDERLAND!!!                          | ベルーナドーム（埼玉県）                     |
| 2022年6月25日        | CINDERELLA REAL PARTY! 08 Panical Emotioful Land                                                | 科学技術館 サイエンスホール（東京都）        |
| 2022年11月26日・27日 | THE IDOLM@STER CINDERELLA GIRLS Twinkle LIVE Constellation Gradation                            | ベルーナドーム（埼玉県）                     |
| 2023年2月12日        | THE IDOLM@STER M@STERS OF IDOL WORLD!!!!! 2023                                                  | 東京ドーム（東京都）                         |